# Ниви (зупинний пункт)
Ниви (біл. Нівы) — пасажирський залізничний зупинний пункт Гомельського відділення Білоруської залізниці на електрифікованій лінії Жлобин — Калинковичі між зупинними пунктами Солоне (4,8 км) та Істобки (2,6 км). Розташований в селі Ниви Жлобинського району Гомельської області.

## Пасажирське сполучення
На зупинному пункті Ниви зупиняються приміські поїзди сполученням Жлобин — Калинковичі.